# Alison Snowden
Alison Snowden (Nottinghamshire, Inglaterra, 4 de abril de 1958) é uma animadora, dubladora, produtora cinematográfica e roteirista. Conhecida pelo premiado filme de animação Bob's Birthday, foi, também, nomeada ao Óscar 2019 na categoria de Melhor Animação em Curta-metragem por Animal Behaviour.